# Aarhus Stadsarkiv
Aarhus Stadsarkiv er Aarhus Kommunes forvaltningsarkiv, der har til opgave af bevare og gøre kommunale arkivalier tilgængelige. Stadsarkivet indsamler materiale fra borgere og kommunale myndigheder med henblik på at dokumentere Aarhus' historie. Det kan dreje sig om dokumenter og fotos m.v. fra magistrater og andre kommunale instanser, foreninger, virksomheder, privatpersoner og lignende. Arkivalierne stilles til rådighed for borgere, myndigheder og forskere på læsesalen og gennem digitale platforme på arkivets hjemmeside. På Aarhus Stadsarkivs digitale arkivservice, kan man læse eller se omkring 300.000 dokumenter, film og billeder fra Stadsarkivets samlinger online. Derudover bidrager arkivet til formidling af Aarhus' historie i bogpublikationer, foredrag og artikler på nettet og i Århus Stiftstidende.
Før 2011 havde Aarhus Kommune ikke et stadsarkiv, og opgaven blev efter aftale med Statens Arkiver (i dag Rigsarkivet) varetaget af Erhvervsarkivet. På grundlag af en grundig analyse blev der truffet politisk beslutning om at etablere et stadsarkiv i byen fra efteråret 2011. Som stadsarkivar blev historiker Søren Bitsch Christensen ansat. Ved etableringen fik Stadsarkivet til huse i Erhvervsarkivets bygning på Vester Allé 12 i det centrale Aarhus, da begge arkiver derved kunne have fælles læsesal. I 2016 flyttede Erhvervsarkivet til Viborg, hvor det blev sammenlagt med Rigsarkivet Viborg (tidligere Landsarkivet), og i stedet flyttede Aarhus Stadsarkiv fra marts 2016 ind i lokaler på Dokk1 på Aarhus Havn.